# Silberfuchsfarm Hirschegg-Riezlern

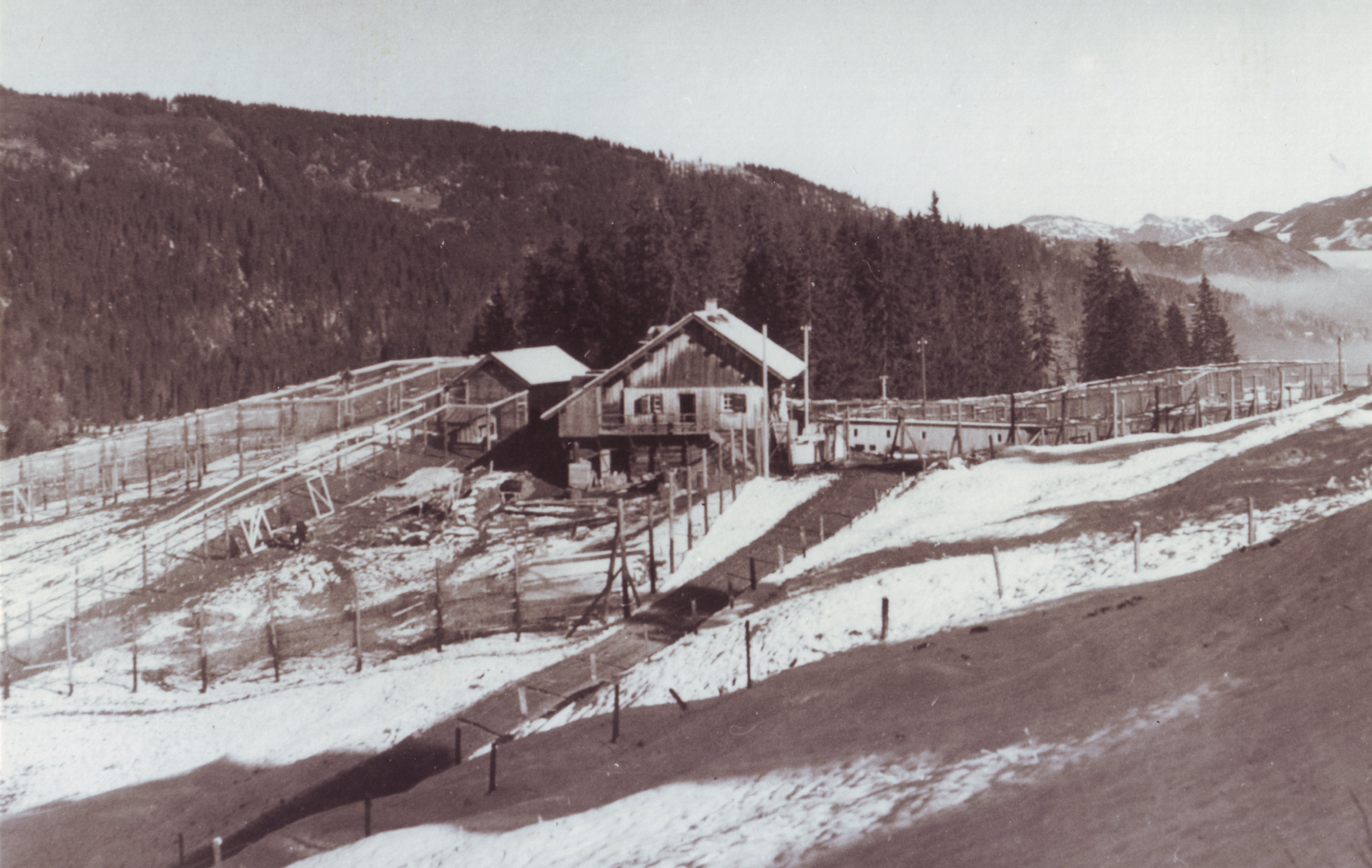
Das Farmgelände (ca. 1925)

Die Silberfuchsfarm Hirschegg-Riezlern in Hirschegg im Kleinwalsertal in den Allgäuer Alpen war als Musterfarm gleichzeitig der erste mitteleuropäische Zuchtbetrieb für Silberfüchse.

## Allgemein
Im Pelzhandel steht das Silberfuchsfell an der Spitze der so genannten Edelfuchsfelle, wie Polarfuchsfelle, Blaufuchsfelle und Kreuzfuchsfelle.
Der Silberfuchs, zoologisch auch Schwarzsilberfuchs, ist eigentlich eine Farbvariante des Rotfuchses (Schwärzling), er galt um 1900 als „König der Pelztiere“. Diese außerordentliche Wertschätzung genoss das Fell bereits seit über 1000 Jahren. Als die wertvollsten wurden ursprünglich rein schwarze Felle angesehen. Für ein besonders schönes Fell wurde 1910 auf einer Londoner Auktion 10.000 Goldmark bezahlt. Mit dem Silberfuchs begann in den 1890er Jahren die planmäßige Zucht von Pelztieren.
Die erste Wurf von in Gehegen gehaltenen Silberfüchsen gelang wohl dem Londoner Zoo im Jahr 1860. Felle von Zootieren wurden jedoch ungern gekauft, man war der Ansicht, die Qualität lasse zu wünschen übrig. Die ersten Silberfuchsfarmen entstanden in Kanada, die ersten europäischen noch vor dem Ersten Weltkrieg in Norwegen und Schweden. Kurz nach Einrichtung der Farm in Hirschegg-Riezlern gründeten Privatleute in Anbetracht der Verkaufserlöse, insbesondere auch für Zuchttiere, weitere Farmen: in Oberbayern, in den deutschen Mittelgebirgen und an der Elbe- und Wesermündung. 1925 war dann das Jahr mit dem großen Boom in der Gründung von Silberfuchszuchten; in erheblicher Zahl entstanden Farmen in nahezu allen deutschen Gebieten. Die „erste deutsche Silberfuchsauktion“, auf der allerdings „zum großen Teil mindere und minderste Ware versteigert“ wurde – die Züchter trennten sich bei der Gelegenheit von den weniger zur Zucht geeigneten Tieren – fand 1931 in Leipzig statt. Generell galten Felle aus der Zucht jedoch bald besser als eine durchschnittliche Qualität aus Wildfängen.

## Farmgeschichte
Besonders engagiert an der Einrichtung einer deutschen Silberfuchsfarm war der Zoologe und Zuchtexperte Reinhard Demoll. Wie er schilderte, brachte ihn erstmals das Gespräch mit einem Sibirer auf die Idee. Dieser hatte ihm erzählt, dass in manchen Gegenden Sibiriens im Sommer junge Silberfüchse gefangen wurden, die man bis Fellreife im Dezember großzog und das Fell verkaufte. Eine regelrechte Zucht, wie sie schon länger in ausgedehntem Maß in Nordamerika betrieben wurde, war ihm nicht bekannt. Hinzu kam kurz darauf ein Gespräch mit einem finnischen Silberfuchsfarmer, der bereits nach drei Fuchsgenerationen einen guten Zuchterfolg mit einem Silberfuchsweibchen hatte, das er aus Sibirien mitgebracht und mit einheimischen Rotfüchsen gepaart hatte. Der Finne hatte von Beginn seiner Bekanntschaft mit Demoll versucht, ihn dazu zu bewegen, gemeinsam im deutschen Mittelgebirge oder in den Alpen eine Silberfuchsfarm zu gründen. Nach einer Reise in das im revolutionären Umbruch befindliche Russland, von der er weitere Silberfüchse mitzubringen hoffte, brach die Verbindung zu Demoll jedoch für immer ab.
Bereits im Oktober 1918 suchte Demoll nach einem geeigneten Ort für eine entsprechende staatliche Einrichtung, die bayrische Regierung hatte ihm bereits ihre Zustimmung zugesagt. Mit dem Ausbruch der Novemberrevolution musste er „dieses Projekt begraben“. Auch die erhoffte Unterstützung durch den Häute- und Lederverband mit Sitz in München blieb aus, der Verband versprach sich aus der Pelztierzucht keinen Nutzen. Demoll stand jedoch in enger Verbindung mit den Leipziger Pelzzurichtern. Deren Vorstandsmitglied, Theo Erlanger, riet ihm, sich mit dem Leipziger Rauchwarenhandel in Verbindung zu setzen. Auch dessen Verbandsvorsitz war zögerlich, überließ aber seinen Mitgliedern die Entscheidung.
Im Jahr 1920 konnte er Leipziger Rauchwarenhändler für die Idee einer Versuchsfarm gewinnen. 1920 wurde die „Deutsche Versuchszüchterei edler Pelztiere G.m.b.H. & Co.“ mit Sitz in München eingetragen, später umbenannt in „Deutsche Gesellschaft für Kleintier- und Pelztierzucht G.m.b.H. & Co“. Die Gesellschaft gründete und finanzierte in Hirschegg-Riezlern, nahe Oberstdorf im Kleinwalsertal eine Silberfuchsfarm. Zu den Gesellschaftern der Deutschen Versuchszüchterei edler Pelztiere gehörten prominente Leipziger Rauchwarenfirmen: Paul Erler (1853–1937) und Friedrich Erler mit Reinhold Demoll, Theodor Thorer, Heinrich Lomer, M. Bromberg & Co. Nachf. und andere. Die Einlage betrug für jeden 30.000 Mark. Sie beauftragten Paul Schöps aus der Leipziger Rauchwarenhandelsfirma Friedrich Erler mit der Geschäftsführung der Silberfuchsfarm. Der Währungsverfall machte jedoch alle Kalkulationen hinfällig. Keiner der Gesellschafter wollte seinen Anteil aufstocken, so wurde die Zahl der Gründer erst auf zehn und dann auf 25 erhöht.
Geplant war zunächst eine Farm mit zwei Zuchtpaaren. Im ersten Jahr blieb der Zuchterfolg aus. Im Jahr 1923 gelang hier die erste Nachzucht deutscher Silberfüchse. Das Jahr 1925 war dann das Erfolgsjahr, innerhalb gut eines Monats fielen fünf Würfe mit zusammen 22 Welpen, nur eine Fähe blieb ohne Nachwuchs. Der Historiker Walter Fellmann kommentierte später rückschauend: „Um jedoch den hohen Fellbedarf aus eigener Produktion zu decken, hätten sich die Leute vom Brühl einige hundert Farmen zulegen müssen, doch nichts lag ihnen ferner als dies.“ Bereits im darauffolgenden Jahr richtete Demoll eine Blaufuchsfarm in Mecklenburg ein, viele Neugründungen anderer mehr oder weniger geeigneter Züchter folgten schnell.
Der Platz für die Farm sollte in einer Gegend ohne Tourismus liegen, um äußere Einflüsse fernzuhalten, und in einem schneesicheren Gebiet, weil man davon ausging, dass mit der Kälte die Fellqualität einhergeht. Demoll war interessiert daran, die Farm in seiner Nähe zu haben, also möglichst im Raum München. Die Gründung der Hirschegger Versuchsfarm fiel in die Inflationszeit und niemand wollte dort für das entwertete Geld seine Grundstücke verkaufen. Nur im zollfreien deutschen Kleinwalsertal war es der Gesellschaft möglich, mit dem im Vergleich zur Mark noch stabilen österreichischem Schilling ein Stück Land für die Farm zu erwerben. Hirschegg-Riezlern lag zwar in Österreich, doch aus verkehrstechnischen Gründen gehörte es zum deutschen Zollbezirk. Die nächstgelegene Bahnstation war in einem vierstündigen Fußmarsch zu erreichen. Später wurde entsprechend der Pachtverträge die Fläche beträchtlich erweitert. Die Empfehlung für das Kleinwalsertal kam von einem Häusermakler aus Oberstdorf, der den Kontakt zu Pfarrer Julian Längle herstellte. Dieser besaß mit seinen Geschwistern im Schöntal zwei Anwesen, die von der GmbH erworben wurden.

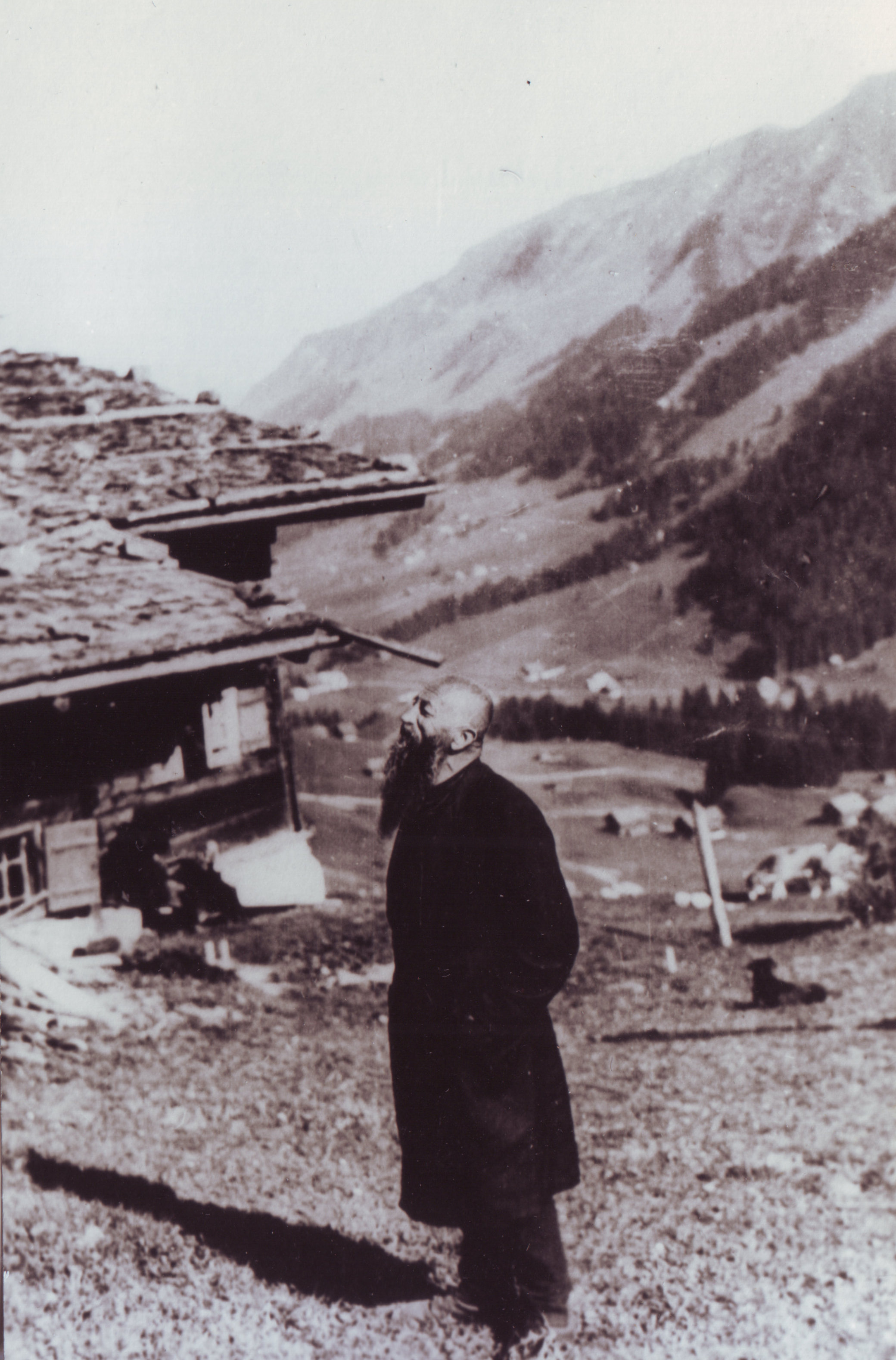
Pfarrer Längle, Verkäufer des Farmgeländes

Im Jahr 1921 kamen die ersten zwei Zuchtpaare per Schiff in Hamburg an. Demoll begleitete den Bahntransport nach Oberstdorf und weiter per Pferdefuhrwerk nach Hirschegg. 1925 besaß die Farm sieben Altpaare, die 22 Jungtiere bekamen. Eines der ersten Tiere, Stammvater vieler weiterer Zuchten, wurde 14 Jahre alt. Im Jahr 1926 trafen die ersten amerikanischen Nerze aus einer Farm im kanadischen Neuschottland in Deutschland ein. Sie gelangen ebenfalls in die Farm Hirschegg-Riezlern. Auch Blaufüchse und andere Pelztiere wurden versuchsweise gehalten.

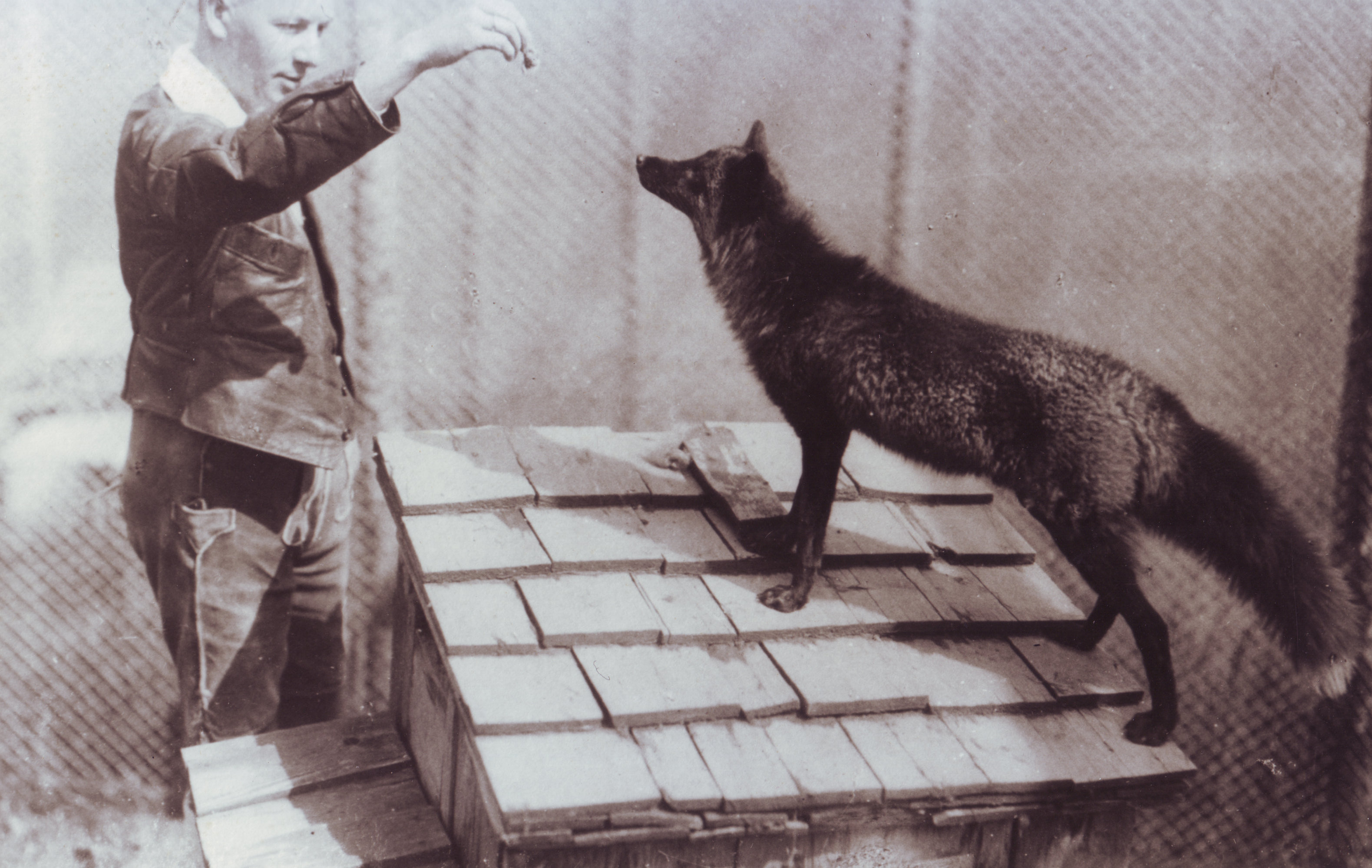
Fritz Schmidt mit einem der importierten Silberfüchse

Im Jahr 1924 übernahm der Zoologe Fritz Schmidt für fünf Jahre die Leitung der Farm. Die Pelztierzucht war zu der Zeit in Deutschland noch kaum eingeführt, auch gab es keine Lehrbücher zu dem Themenkreis. Fritz Schmidt veröffentlichte seine Erfahrungen und Erkenntnisse regelmäßig in der seit 1925 herausgegebenen Fachzeitschrift „Die Pelztierzucht“. Im Jahr 1927 nahm die Betreiberin der Farm Verbindung zur Sowjetunion auf und lieferte das für die dortige Zucht notwendige Zuchtmaterial. Im Januar 1928 wurde Schmidt in die Sowjetunion delegiert. Dort richtete er als Erstes für den deutschen Unternehmer Rosen die heute noch im Ort Schirschinski (ru:Ширшинский) in Nachfolge bestehende Schirschensche Zuchtfarm ein. Im Jahr darauf, 1929, übernahm Schmidt die wissenschaftliche Leitung der staatlichen russischen Zoofarm Puschkino, 30 km nordöstlich von Moskau gelegen, die er sechseinhalb Jahre lang betreute. Sie war die zentrale russische Lehrstelle und der Ausbildungsbetrieb für die Pelztierzucht, verbunden mit einer großen Zuchtfarm zur Belieferung mit hochwertigen Zuchttieren an andere neu errichtete Betriebe, sowie einer umfassenden Versuchsfarm. Ein erhebliches Aufgabengebiet war die wissenschaftliche Forschungsarbeit, die auf zahlreichen Gebieten und in enger Zusammenarbeit unter der Leitung einer Reihe von Moskauer Universitätsinstituten vorgenommen wurde.
Die Internationale Pelzfach-Ausstellung (IPA) im Jahr 1930, die größte Selbstdarstellung der deutschen Pelzbranche, umfasste als besondere Attraktion eine Ausstellung mit lebenden Pelztieren. Die Deutsche Versuchszüchterei edler Pelztiere übernahm die Beschaffung gewisser, insbesondere in Afrika beheimateter Tiere, sowie die anschließende Vermittlung, meist an mitteleuropäische zoologische Gärten.
Laut einem im Jahr 1940 veröffentlichten Artikel hatte die Fuchsfarm Hirschegg-Riezlern im Jahr 1927 mit 70 Gehegen und über 100 Füchsen die größte Ausdehnung. Als ihre Blütezeit wurde 1924 und 1928 angegeben. Ein Arbeitsbericht vom 17. August 1928 meldete einen Gesamtbestand von 436 Tieren, davon 54 Altfüchse und 51 junge Füchse. Des Weiteren waren noch Iltisse, Marder, Kaninchen und Katzen dazu gekommen. 1932 gehörten der Versuchszüchterei das Verwalterhaus Hirschegg Nr. 22 (heute Schöntalweg), das Gesellschafterhaus Nr. 23 und der Fuchshof Schöntalweg Nr. 3 und 32.
Walter Krausse aus der Rauchwarenfirma Friedrich Erler erwarb in der Mitte der 1930er Jahre sämtliche Anteile der Silberfuchsfarm. Die 24 Hektar vermachte er 1938 seinem Sohn Wolfram zu dessen Hochzeit. Wolfram Krausse zeigte jedoch kein Interesse, was letztlich das Ende der Silberzucht-Versuchsfarm Hirschegg-Riezlern bedeutete.
Ihren Zweck, die Fuchsfellproduktion in Deutschland in Gang zu bringen, hatte die Musterfarm jedoch erreicht, wenn auch die erhofften hohen Preise in der Zeit der Weltwirtschaftskrise nicht erzielt wurden. Die Bushaltestelle „Fuchsfarm“ und ein gleichnamiges Haus sowie Ferienapartments erinnern noch heute an die ehemalige Silberfuchsfarm.